# Жан-Андре Делюк
Жан-Андре́ Делю́к (фр. Jean André Deluc; 8 лютого 1727, Женева — 7 листопада 1817, Віндзор, графство Беркшир, Англія) — швейцарський геолог і метеоролог. Також, займався розробленням вимірювальних інструментів.

## Біографічні дані
Жан-Андре Делюк народився у Женеві. Його предки походять з Лукки і перебрались до Женеви ще у 15-му столітті. Його матір'ю була Франсуаза Уау (фр. Françoise Huaut) а батьком — Жак-Франсуа Делюк (англ. Jacques-François Deluc), непримиренний противник філософський ідей Бернарда де Мандевіля та інших письменників-раціоналістів, він також був прихильником ідей Жана-Жака Руссо.
Будучи учнем женевського фізика Жоржа-Луї Лесажа, Жан-Андре Делюк здобув базову освіту з математики та натурфілософії. Він займався на початках бізнесом, який став його основним заняттям у перші дорослі роки, лише за виключенням наукових досліджень, проведених в Альпах. За допомогою брата Гійома-Антуана він зібрав чудову колекцію зразків мінералів та скам'янілостей.
Делюк також цікавився і політикою. У 1768 році його було відправлено у посольство в Парижі, де йому вдалось познайомитись та подружитись з відомим французьким державним діячем Етьєнном Франсуа де Шуазелем. У 1770 Делюк став членом Ради двохсот у Женеві.
Через три роки проблеми у бізнесі змусили його покинути рідне місто, до якого він повертався лише один раз і то на короткий період часу. Ці зміни звільнили його від ненаукових занять і не жалкуючи він переїхав до Великої Британії у 1773 році, де був призначений читачем для королеви Шарлотти, на посаду, яку він займав сорок чотири роки і яка давала йому як доходи, так і час на дозвілля, при якому він займався наукою.
Не дивлячись на зайнятість при дворі, він отримав дозвіл на декілька подорожей по Швейцарії, Франції, Голландії та Німеччині. На початку німецького туру (1798—1804) він отримав звання почесного професора філософії та геології Геттінгенського університету, що у подальшому допомогло йому виконати дипломатичні місії для короля Георга III. Після повернення до Британії він здійснив геологічний тур країною (1804—1807).
Делюк був членом Лондонського королівського товариства (1773) і членом-кореспондентом Паризької АН (1803). У 1791 році Делюка було нагороджено медаллю Коплі.
Він помер у Віндзорі (Англія) у 1817, проживши 90 років, 70 з яких віддав науковим дослідженням.
Делюк, метеоритний кратер на Місяці названий ім'ям дослідника.

## Наукові здобутки та відзнаки

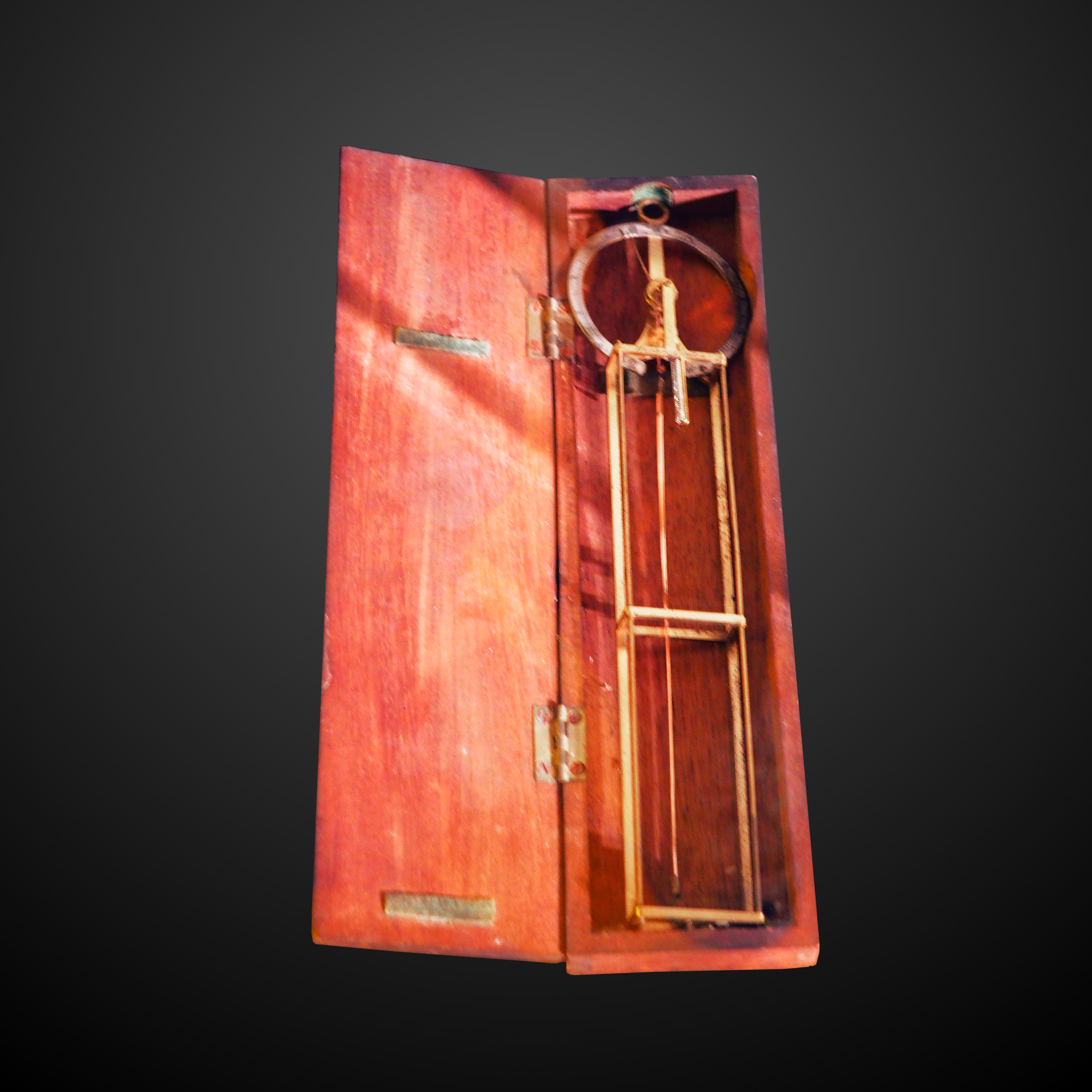
Гігрометр Делюка у

Наукові праці вченого стосуються молекулярної фізики, теплоти, електрики, оптики. Проводив дослідження розширення рідин і повітря, процеси випаровування, плавлення та кипіння, приховану теплоту. Визначив коефіцієнт теплового розширення повітря. У 1754—1755 роках показав, що температура при плавленні льоду не змінюється і на його перехід у воду потребується додаткове тепло. Виявив аномалії у тепловому розширенні води, зокрема виявив, що вода має максимальну густину не при температурі замерзання, а при 4 °С (1772).
Першим увів поправку до показів барометра на температуру (барометрична поправка Делюка), записав формулу й склав таблицю. Використав барометр для вимірювання висоти, запропонував сифонний барометр. Виготовив (1781) гігрометр з китового вуса (гігрометр Делюка), удосконалив його у 1787 році.
Розробив теорії електрики (1787) і теплоти. Винайшов сухий електричний елемент живлення.

## Наукові публікації
- «Recherches sur les modifications de l'atmosphère» (1772),
- «An essay on pyrometry and areometry and on physical measures in general» (London, Nichols, 1778–79, 2 vols).
- «Lettres physiques et morales sur l'histoire de la terre et de l'homme» (1779—80),
- «Nouvelles idées sur la météorologie» (1786),
- «Introduction à la physique terrestre par les fluides expansibles» (1803)
- «Geological travels, London» (1810–11, 3 vols): 
  - «Travels in the north of Europe» (vol. 1);
  - «Travels in England» (vols 2 & 3).